# Periclimenes foresti
Periclimenes foresti är en kräftdjursart som beskrevs av Bruce 1981. Periclimenes foresti ingår i släktet Periclimenes och familjen Palaemonidae. Inga underarter finns listade i Catalogue of Life.